# Dolichopeza simplicissima
Dolichopeza simplicissima är en tvåvingeart som beskrevs av Alexander 1968. Dolichopeza simplicissima ingår i släktet Dolichopeza och familjen storharkrankar. Inga underarter finns listade i Catalogue of Life.